# Beresheet
Beresheet (hebrejsky בְּרֵאשִׁית, česky také Berešít či Berešit) byla izraelská vesmírná sonda a demonstrátor malého robotického lunárního přistávacího modulu (landeru) soukromé společnosti SpaceIL. Cílem mise bylo dosáhnout přistání soukromého landeru na Měsíci, získat vědecké, technologické, inženýrské zkušenosti s letem i přistáním. Modul měl také dopravit na povrch Měsíce magnetometr a laserový koutový odražeč.
Beresheet odstartoval 22. února 2019 pomocí rakety Falcon 9 společnosti SpaceX (na palubě byla vynášena také telekomunikační družice Nusantara Satu a mikrosatelit S5). Po dosažení oběžné dráhy Země se během šesti týdnů pomocí čtyř zážehů motoru, kdy byl postupně zvyšován nejvyšší bod oběhu (apogeum), dostal do gravitačního působení Měsíce. 4. dubna 2019 byl proveden šestiminutový zážeh, který úspěšně umístil Beresheet na lunární oběžné dráze. Sonda z výšky 470 km pořídila dva snímky odvrácené strany Měsíce.
11. dubna 2019 se Beresheet neúspěšně pokusil o přistání v Moři jasu. Během brzdícího manévru došlo k selhání gyroskopu IMUI (gyroskop s inerciální měřící jednotkou) a k následné ztrátě komunikace sondy s řídícím střediskem. Po obnovení spojení byla sonda již v nízké výšce nad povrchem a nedokázala dostatečně zpomalit a provést měkké přistání.